# Caminho de Ferro de Nacala
Caminho de Ferro de Nacala (CFN), também chamado de Caminho de Ferro do Corredor do Norte, Caminho de Ferro do Corredor de Nacala e Linha Nacala-Entre Lagos, é uma ferrovia que liga as cidades moçambicanas de Nacala e Moatize, atravessando o centro do Maláui. Possui cerca de 912 km de extensão, em bitola de 1067 mm.
Em toda a sua extensão sua gestão é feita por uma empresa de empreendimento conjunto chamada "Sociedade de Desenvolvimento do Corredor do Norte S.A.", composta por participações da mineradora Vale, da Central East African Railways (empresa privada malauiense) e da Portos e Caminhos de Ferro de Moçambique (CFM).Entretanto, para financiar as suas operações, a Vale vendeu 50% da sua participação no Corredor ao conglomerado japonês Mitsui.
O seu ponto de escoamento principal é o Porto de Nacala.
Esta ferrovia é um dos componentes principais do mega-empreendimento logístico chamado "Corredor Logístico de Nacala", que além de ferrovia, inclui rodovias, portos e aeroportos.

## História
A construção do Caminho de Ferro de Nacala começou em 1915, inicialmente como um projeto de ligação do porto de Lumbo com a vasta hinterlândia até o Protetorado de Niassalândia. Os primeiros 90 km, até Monapo, foram abertos à operação já em 1924, porém o projeto declinou por falta de recursos.
Quando a construção foi retomada, no final da década de 1920, percebeu-se que o porto de Lumbo apresentava uma série de fragilidades projetuais, decidindo-se que Nacala deveria ser o terminal portuário para a linha. O traçado foi alterado e uma ligação entre Monapo e Nacala foi aberta.
Em 1932, a ferrovia alcançava 350 km já conectando Nacala a Mutivasse e, em 1950, estendia-se até Cuamba, a 538 km de Nacala. Partindo de Cuamba, foram construídos 262 km de um ramal até Lichinga.
Em 17 de maio de 1968 o governo do Maláui assinou um acordo com Portugal para abrir uma extensão que partiria da cidade de malauiense de Nkaya, para conectar-se com Cuamba. A estação de Nkaya formaria, assim, uma interconexão do Caminho de Ferro de Sena com o Caminho de Ferro de Nacala. A linha de Nacala é rota mais longa, mas mais direta, de conexão do Maláui ao mar, de maneira que a linha de Sena para o porto da Beira foi preterida, e a maior parte do tráfego de mercadorias malauienses mudou-se para o corredor de Nacala. A extensão Nkaya-Cuamba foi inaugurada pelo presidente malauiano Hastings Kamuzu Banda em 4 de julho de 1970, numa cerimônia conjunta com autoridades portuguesas em Cuamba; suas operações iniciaram em 3 de agosto de 1970.
O governo moçambicano iniciou a reabilitação da linha em novembro de 2005, dentro do mega-empreendimento "Corredor Logístico de Nacala", que enseja a hiper-conexão de rodovias, ferrovias, portos e aeroportos.
Em 2010 a mineradora multinacional Vale conseguiu costurar a formação do empreendimento conjunto "Sociedade do Corredor Logístico Integrado do Norte", para administração da ferrovia, tendo liberdade para a construção da extensão do Caminho de Ferro de Nacala até o cinturão carbonífero de Benga-Moatize, onde mineradora possui concessões de exploração mineral. A extensão partiu da estação de interconexão de Nkaya e seguiu até Moatize, sendo concluída em 2017. O projeto incluiu um terminal de exportação e um pátio de armazenamento de carvão no porto de Nacala-a-Velha.

## Estações principais
As principais estações do CFN são:
- Estação de Nacala
- Estação de Monapo
- Estação de Nampula
- Estação de Cuamba
- Estação de Entre-Lagos
- Estação de Nayuchi
- Estação de Liwonde
- Estação de Nkaya
- Estação de Mwanza
- Estação de Cana-Cana
- Estação de Moatize

## Ramais
O CFN possui três ramais importantes:
- Ramal de Nacala-a-Velha;[16]
- Ramal do Lumbo (inoperante);[16]
- Ramal Cuamba—Lichinga.[17]

## Acidentes
- Em 4 de março de 1991 um comboio desgovernado descarrila em Nacala, causando a morte de 96 pessoas.[18]
- Em 13 de setembro de 1993 um comboio descarrilou no Caminho de Ferro de Nacala, causando a morte de 77 pessoas.[18]